# 雑賀村
雑賀村（さいかむら）は、かつて和歌山県海草郡にあった村。

## 歴史
- 1889年（明治22年）4月1日 - 町村制の施行にともない、海部郡関戸村、宇須村、塩屋村、西浜村が合併して海部郡雑賀村が発足。
- 1896年（明治29年）4月1日 - 郡の統廃合により海草郡に所属[1]。
- 1927年（昭和2年）4月1日 - 和歌山市に編入される。

## 地理
現在の和歌山市の和歌山市立雑賀小学校、和歌山市立高松小学校の校区内、和歌山市立今福小学校の一部の校区内に位置する。

### 現在の町名
- 西浜
- 西浜 1丁目〜3丁目
- 関戸 1丁目〜5丁目
- 西小二里 1丁目〜3丁目
- 東小二里町
- 今福 4丁目〜5丁目
- 新高町
- 東高松 1丁目〜4丁目
- 西高松 1丁目〜2丁目
- 打越町
- 宇須 1丁目〜4丁目
- 新堀東 1丁目〜2丁目
- 吹上 4丁目
- 塩屋 1丁目〜6丁目
- 和歌川町一部

## 出身著名人
- 谷井勘蔵（地主、実業家、貴族院多額納税者議員）